# 鴻常夫
鴻 常夫（おおとり つねお、1924年12月14日 - 2016年3月17日）は、日本の法学者。専門は商法。学位は、法学博士（東京大学・論文博士・1962年）（学位論文「社債法」）。東京大学名誉教授。弁護士。藍綬褒章・紫綬褒章受章。石井照久門下。弟子に石田満、落合誠一、江頭憲治郎、山下友信、近藤光男など。

## 経歴
東京市赤坂区（現・東京都港区）出身。
- 1941年 - 東京府立第一中学校卒業
- 1943年 - 一高卒業
- 1944年 - 大日本帝国海軍に入隊
- 1945年 - 海軍主計少尉
- 1946年 - 復員
- 1950年 - 東京大学法学部卒業
- 1950年 - 東京大学法学部助手（指導教授は石井照久）
- 1952年 - 北海道大学法経学部専任講師
- 1953年 - 北海道大学法学部助教授
- 1960年 - 母校である東京大学法学部助教授
- 1962年 - 法学博士（東京大学）
- 1964年 - 東京大学法学部教授
- 1985年 - 停年退官後、弁護士（第一東京弁護士会）となる。
- 2016年3月17日 - 心不全のため死去。満91歳没[1]。

## 研究対象
研究領域は商法全般だが、特に、社債法の研究で業績をあげ、海事法学も詳しい。

## 受賞歴
- 藍綬褒章（1985年）
- 紫綬褒章（1992年）

## 著書・論文
- 『社債法』〔法律学全集〕（有斐閣）
- 『小切手法入門』（有斐閣）
- 『商法総則』〔法律学講座双書〕（弘文堂）
- 『社債法の諸問題Ｉ・ＩＩ』（有斐閣）
- 『英米商事法辞典』〔新版〕（共編）（商事法務研究会）
- 『会社法の諸問題Ｉ・ＩＩ』（有斐閣）

## 門下生
- 落合誠一
- 江頭憲治郎
- 近藤光男
- 山下友信
- 石田満